# Winden im Elztal
Winden im Elztal är en kommun Landkreis Emmendingen i regionen Südlicher Oberrhein i Regierungsbezirk Freiburg i förbundslandet Baden-Württemberg i Tyskland. 
Kommunen bildades 1 januari 1975 genom en sammanslagning av kommunerna Niederwinden och Oberwinden.
Kommunen ingår i kommunalförbundet Elzach tillsammans med staden Elzach och kommunen Biederbach.